# Chennakeshavapura, Pavagada
Chennakeshavapura là một làng thuộc tehsil Pavagada, huyện Tumkur, bang Karnataka, Ấn Độ.